# Leistera pulchristrigata
Leistera pulchristrigata är en fjärilsart som beskrevs av Bethune-Baker 1906. Leistera pulchristrigata ingår i släktet Leistera och familjen nattflyn. Inga underarter finns listade i Catalogue of Life.